# Liste der Stolpersteine in Bochum-Wattenscheid
Die Liste der Stolpersteine in Bochum-Wattenscheid führt die vom Künstler Gunter Demnig verlegten Stolpersteine im Bochumer Stadtbezirk Bochum-Wattenscheid (II) auf. Sie sollen an die Opfer des Nationalsozialismus erinnern, die in Bochum-Wattenscheid ihren letzten bekannten Wohnsitz hatten, bevor sie deportiert, ermordet, vertrieben oder in den Suizid getrieben wurden.

## Hintergrund
Seit November 2004 hat das Stadtarchiv – Bochumer Zentrum für Stadtgeschichte viele Verlegeaktionen organisiert, bei denen der Künstler Gunter Demnig Stolpersteine in Bochum verlegt hat. Im Stadtbezirk Bochum-Wattenscheid wurden bisher 59 Steine an 27 Orten verlegt. (Stand: April 2025)
 Info: Angaben zu Eigenschaften, welche alle Teillisten für Bochum gemeinsam haben, sind unter der Liste der Stolpersteine in Bochum zu finden.
| Adresse                                                                                     | Nr. | Verlegedatum  | Person(en) / Inschrift | Bild                                                            | Bemerkungen |
| ------------------------------------------------------------------------------------------- | --- | ------------- | --- | --------------------------------------------------------------- | ----------- |
| Alter Markt ·                                                                               | 11  | 18. Nov. 2005 | HIER WOHNTE HERMANN SCHNITZER JG. 1894 DEPORTIERT 1942 RIGA ??                                                                                                   | Stolperstein für Hermann Schnitzer                              |             |
| Alter Markt ·                                                                               | 12  | 18. Nov. 2005 | HIER WOHNTE ROSA SCHNITZER GEB. KASNER JG. 1899 DEPORTIERT 1942 RIGA ??                                                                                          | Stolperstein für Rosa Schnitzer                                 |             |
| Alter Markt ·                                                                               | 13  | 18. Nov. 2005 | HIER WOHNTE BENNO SCHNITZER JG. 1925 DEPORTIERT 1942 RIGA ?? | Stolperstein für Benno Schnitzer                                |             |
| Alter Markt ·                                                                               |     | 5. Juni 2023  | HIER WOHNTE EDMUND SCHNITZER JG. 1923 KINDERTRANSPORT 1939 ENGLAND                                                                                               | Stolperstein Bochum Alter Markt (Weststraße 1) Edmund Schnitzer |             |
| Alter Markt ·                                                                               |     | 5. Juni 2023  | HIER WOHNTE MORITZ SCHNITZER JG. 1922 KINDERTRANSPORT 1938 HOLLAND FLUCHT 1942 FRANKREICH, BELGIEN IM WIDERSTAND ÜBERLEBT                                        | Stolperstein Bochum Alter Markt Moritz Schnitzer                |             |
| Alter Markt ·                                                                               | 158 | 21. Sep. 2012 | HIER WOHNTE ELISE SPIERO GEB. SPIERO JG. 1874 FLUCHT 1938 HOLLAND INTERNIERT WESTERBORK DEPORTIERT 1943 SOBIBOR TOT 1943                                         | Stolperstein für Elise Spiero                                   |             |
| Bahnhofstraße 65 ·                                                                          | 234 | 20. Okt. 2017 | HIER WOHNTE ANTON KOLODZIEJ JG. 1899 IM WIDERSTAND VERHAFTET 1942 'VORBEREITUNG ZUM HOCHVERRAT' TODESURTEIL 17.9.1943 HINGERICHTET 18.10.1943 BRANDENBURG-GÖRDEN | Stolperstein Anton Kolodziej                                    |             |
| Freiheitstraße 12 ·                                                                         | 280 | 8. Okt. 2020  | HIER WOHNTE JOHANNA ROSENTHAL GEB. FRANK JG. 1867 GEDEMÜTIGT/ENTRECHTET TOT 21.12.1938                                                                           | Stolperstein für Johanna Rosenthal                              |             |
| Freiheitstraße 12 ·                                                                         | 281 | 8. Okt. 2020  | HIER WOHNTE ERNST ROSENTHAL JG. 1907 UNFREIWILLIG VERZOGEN 1942 DUISBURG DEPORTIERT 1942 TRANSIT-GHETTO IZBICA ERMORDET                                          | Stolperstein für Ernst Rosenthal                                |             |
| Gertrudisstraße 4 ·                                                                         | 235 | 20. Okt. 2017 | HIER WOHNTE ELLA MENDEL GEB. KRAUS JG. 1903 DEPORTIERT 1942 RIGA 1944 STUTTHOF ERMORDET 12.12.1944                                                               | Stolperstein Ella Mendel                                        |             |
| Gertrudisstraße 4 ·                                                                         | 236 | 20. Okt. 2017 | HIER WOHNTE WILHELM MENDEL JG. 1899 SCHUTZHAFT 1938 SACHSENHAUSEN DEPOERTIERT 1942 RIGA ERMORDET IN RIGA-JUNGFERNHOF                                             | Stolperstein Wilhelm Mendel                                     |             |
| Gertrudisstraße 10 ·                                                                        | 78  | 2. Nov. 2007  | HIER WOHNTE SARA RÖTTGEN GEB. APPEL JG. 1861 DEPORTIERT 1942 ERMORDET 1942 IN THERESIENSTADT                                                                     | Stolperstein für Sarah Röttgen                                  |             |
| Gertrudisstraße 10 ·                                                                        | 79  | 2. Nov. 2007  | HIER WOHNTE ERNST RÖTTGEN JG. 1886 DEPORTIERT ERMORDET IN AUSCHWITZ                                                                                              | Stolperstein für Ernst Röttgen                                  |             |
| Gertrudisstraße 10 ·                                                                        | 80  | 2. Nov. 2007  | HIER WOHNTE GÜNTHER RÖTTGEN JG. 1920 DEPORTIERT 1942 ERMORDET 1942 IN AUSCHWITZ                                                                                  | Stolperstein für Günther Röttgen                                |             |
| Gertrudisstraße 10 ·                                                                        | 81  | 2. Nov. 2007  | HIER WOHNTE WERNER RÖTTGEN JG. 1922 DEPORTIERT ERMORDET IN AUSCHWITZ                                                                                             | Stolperstein für Werner Röttgen                                 |             |
| Gertrudisstraße 17 ·                                                                        | 114 | 30. Okt. 2009 | HIER WOHNTE HUGO STEINWASSER JG. 1869 DEPORTIERT 1942 TOT 1943 IN THERESIENSTADT                                                                                 | Stolperstein für Hugo Steinwasser                               |             |
| Graf-Adolf-Straße 4 ·                                                                       | 115 | 30. Okt. 2009 | HIER WOHNTE ELLA GUTTENBERG GEB. ROSENBERG JG. 1880 DEPORTIERT ERMORDET 1943 IN AUSCHWITZ                                                                        | Stolperstein für Ella Guttenberg                                |             |
| Günnigfelder Straße 91 ·                                                                    |     |               | GÜNNIGFELDER STR. 93 WOHNTE LEPOLD SCHMELZ JG. 1883 DEPORTIERT 1942 RIGA ERMORDET JAN. 1944 RIGA-KAISERWALD                                                      | Stolperstein Bochum Günnigfelder Straße 93 Leopold Schmelz      |             |
| Günnigfelder Straße 91 ·                                                                    |     |               | GÜNNIGFELDER STR. 93 WOHNTE JOHANNA SCHMELZ GEB. HEIMANN JG. 1887 DEPORTIERT 1942 RIGA ERMORDET IN STRASDENHOF                                                   | Stolperstein Bochum Günnigfelder Straße 93 Johanna Schmelz      |             |
| Günnigfelder Straße 91 ·                                                                    |     |               | GÜNNIGFELDER STR. 93 WOHNTE HEINZ SCHMELZ JG. 1920 MIT HILFE FLUCHT 1936 PALÄSTINA                                                                               | Stolperstein Bochum Günnigfelder Straße 93 Heinz Schmelz        |             |
| Günnigfelder Straße 91 ·                                                                    |     |               | GÜNNIGFELDER STR. 93 WOHNTE FRITZ SCHMELZ JG. 1922 FLUCHT 1939 HOLLAND INTERNIERT WESTERBORK DEPORTIERT 1942 AUSCHWITZ ERMORDET 28.7.1942                        | Stolperstein Bochum Günnigfelder Straße 93 Fritz Schmelz        |             |
| Hochstraße 24 ·                                                                             | 260 | 11. Nov. 2019 | HIER WOHNTE MARTIN BASCH JG. 1901 FLUCHT 1933 HOLLAND INTERNIERT WESTERBORK DEPORTIERT 1943 AUSCHWITZ ERMORDET 5.12.1943                                         | Stolperstein für Martin Basch                                   |             |
| Hochstraße 24 ·                                                                             | 262 | 11. Nov. 2019 | HIER WOHNTE SYLVIA JULIETTE BASCH JG. 1933 INTERNIERT WESTERBORK DEPORTIERT 1943 AUSCHWITZ ERMORDET 17.9.1943                                                    | Stolperstein für Sylvia Juliette Basch                          |             |
| Hochstraße 24 ·                                                                             | 261 | 11. Nov. 2019 | HIER WOHNTE ROSA BASCH GEB. RING JG. 1901 FLUCHT 1933 HOLLAND INTERNIERT WESTERBORK DEPORTIERT 1943 SOBIBOR ERMORDET 2.7.1943                                    | Stolperstein für Rosa Basch geb. Ring                           |             |
| Hochstraße 32 ·                                                                             | 33  | 31. Mai 2006  | HIER WOHNTE EMIL FRYDA JG. 1883 DEPORTIERT NACH POLEN ?? | Stolperstein für Emil Fryda                                     |             |
| Hochstraße 32 ·                                                                             | 34  | 31. Mai 2006  | HIER WOHNTE HANS FRYDA JG. 1927 DEPORTIERT NACH POLEN ?? | Stolperstein für Hans Fryda                                     |             |
| Hochstraße 32 ·                                                                             | 35  | 31. Mai 2006  | HIER WOHNTE BETTY FRYDA GEB. SILBERMANN JG. 1896 DEPORTIERT NACH POLEN ??                                                                                        | Stolperstein für Betty Fryda                                    |             |
| Hochstraße 32 ·                                                                             | 36  | 31. Mai 2006  | HIER WOHNTE ANNELIESE POPPERS GEB. FRYDA JG. 1921 DEPORTIERT AUSCHWITZ ERMORDET 30.6.1944                                                                        | Stolperstein für Anneliese Poppers                              |             |
| Hochstraße 42 ·                                                                             | 54  | 11. Mai 2007  | HIER WOHNTE SALOMON MEISELES JG. 1869 VERHAFTET 1939 ERMORDET 1940 IN SACHSENHAUSEN                                                                              | Stolperstein für Salomon Meiselles                              |             |
| Hochstraße 42 ·                                                                             | 205 | 25. Nov. 2015 | HIER WOHNTE PRIWA MEISELES GEB. JEKEL JG. 1865 UNFREIWILLIG VERZOGEN 1939 GELSENKIRCHEN GEDEMÜTIGT / ENTRECHTET TOT 8.12.1940                                    | Stolperstein Bochum Hochstraße 42 Priwa Meiseles                |             |
| Hochstraße 42 ·                                                                             | 206 | 25. Nov. 2015 | HIER WOHNTE OSKAR JECHESKIEL MEISELES JG. 1895 FLUCHT 1939 BELGIEN INTERNIERT MECHELEN DEPORTIERT 1942 ERMORDET IN AUSCHWITZ                                     | Stolperstein Bochum Hochstraße 42 Oskar Meiseles                |             |
| Hochstraße 81 ·                                                                             | 282 | 8. Okt. 2020  | HOCHSTR. 77 WOHNTE BERTA WASSERMANN GEB. LASTER JG. 1897 'POLENAKTION' 1938 BENTSCHEN / ZBASZYN ERMORDRT IM BESETZTEN POLEN                                      | Stolperstein Bochum Hochstraße 81 Bertha Wassermann             |             |
| Hochstraße 81 ·                                                                             | 283 | 8. Okt. 2020  | HOCHSTR. 77 WOHNTE FRIEDA REGINA WASSERMANN JG. 1928 'POLENAKTION' 1938 BENTSCHEN / ZBASZYN ERMORDRT IM BESETZTEN POLEN                                          | Stolperstein Bochum Hochstraße 81 Frieda Regina Wassermann      |             |
| Hochstraße 81 ·                                                                             | 284 | 8. Okt. 2020  | HOCHSTR. 77 WOHNTE ROSA RUTH WASSERMANN JG. 1930 'POLENAKTION' 1938 BENTSCHEN / ZBASZYN ERMORDRT IM BESETZTEN POLEN                                              | Stolperstein Bochum Hochstraße 81 Rosa Ruth Wassermann          |             |
| Hochstraße 81 ·                                                                             | 285 | 8. Okt. 2020  | HOCHSTR. 77 WOHNTE SAMUEL WASSERMANN JG. 1899 'POLENAKTION' 1938 BENTSCHEN / ZBASZYN ERMORDRT IM BESETZTEN POLEN                                                 | Stolperstein Bochum Hochstraße 81 Samuel Wassermann             |             |
| Hüller Straße 2 ·                                                                           | 148 | 19. Sep. 2011 | HIER WOHNTE ISAAK SALOMON JG. 1871 FLUCHT 1939 HOLLAND INTERNIERT 1943 WESTERBORK DEPORTIERT TOT 1943 IN SOBIBOR                                                 | Stolperstein für Isak Salomon                                   |             |
| Hüller Straße 2 ·                                                                           | 149 | 19. Sep. 2011 | HIER WOHNTE EMMA SALOMON GEB. COHN JG. 1878 FLUCHT 1939 HOLLAND INTERNIERT 1943 WESTERBORK DEPORTIERT TOT 1943 IN SOBIBOR                                        | Stolperstein für Emma Salomon                                   |             |
| Hüller Straße 8 ·                                                                           | 77  | 2. Nov. 2007  | HIER WOHNTE ROBERT SAMUELSDORF JG. 1882 DEPORTIERT 1942 ERMORDET 1942 IN MAUTHAUSEN                                                                              | Stolperstein für Robert Samuelsdorff                            |             |
| Hüller Straße 8 ·                                                                           | 93  | 20. Okt. 2008 | HIER WOHNTE FRITZ SAMUELSDORF JG. 1924 ZWANGSARBEIT FLUCHT IN DEN TOD                                                                                            | Stolperstein für Fritz Samuelsdorff                             |             |
| Hüller Straße 10 ·                                                                          | 247 | 14. Sep. 2018 | HIER WOHNTE UND ARBEITETE MARCUS ‘MAX‘ ROSENTHAL JG. 1859 GEDEMÜTIGT / ENTRECHTET TOT 21.12.1938                                                                 | Stolperstein Bochum Hüllerstraße 10 Marcus Rosenthal            |             |
| Hüller Straße 43 ·                                                                          |     | 14. Dez. 2021 | HIER WOHNTE MARTIN PAUL REMUS JG. 1895 VERHAFTET 1940 ALS ASOZIAL STIGMATISIERT DACHAU BEFREIT                                                                   | Stolperstein für Martin Paul Remus                              |             |
| Hüller Straße 43 ·                                                                          |     | 14. Dez. 2021 | HIER WOHNTE BERTA REMUS GEB. KOSCHINSKI JG. 1899 VERHAFTET 1940 ALS ASOZIAL STIGMATISIERT 1940 RAVENSBRÜCK BEFREIT                                               | Stolperstein für Berta Remus geb. Koschinski                    |             |
| Hüller Straße 43 ·                                                                          |     | 14. Dez. 2021 | HIER WOHNTE HERMANN REMUS JG. 1939 1940 ZWANGSUNTERGEBRACHT KATHOLISCHES WAISENHAUS WATTENSCHEID 1943 KINDERHEIM GESEKE ÜBERLEBT                                 | Stolperstein für Hermann Remus                                  |             |
| Hüller Straße 43 ·                                                                          |     | 14. Dez. 2021 | HIER WOHNTE HERBERT REMUS JG. 1935 1940 ZWANGSUNTERGEBRACHT KATHOLISCHES WAISENHAUS WATTENSCHEID 1943 KINDERHEIM GESEKE TOT 31.5.1944 BOMBENANGRIFF              | Stolperstein für Herbert Remus                                  |             |
| Hüller Straße 43 ·                                                                          |     | 14. Dez. 2021 | HIER WOHNTE GUENTER REMUS JG. 1940 1940 ZWANGSUNTERGEBRACHT KATHOLISCHES WAISENHAUS WATTENSCHEID 1943 KINDERHEIM GESEKE BOMBENANGRIFF VERLETZT ÜBERLEBT          | Stolperstein für Guenter Remus                                  |             |
| Lange Straße 5 ·                                                                            | 248 | 14. Sep. 2018 | HIER WOHNTE FRANZ BRAND JG. 1907 IM WIDERSTAND VERHAFTET 27.10.1939 SABOTAGE IM BERGBAU GEFÄNGNIS ESSEN 'SCHUTZHAFT' 1941 BUCHENWALD ERMORDET 5.12.1942          | Stolperstein für Siegfried Löwy                                 |             |
| Oststraße 42 ·                                                                              | 223 | 30. Jan. 2017 | HIER WOHNTE ALFRED HESS JG. 1908 EINGEWIESEN 1933 JACOBY'SCHE ANSTALT BENDORF-SAYN DEPORTIERT 1942 SOBIBOR BUCHENWALD ERMORDET                                   | Stolperstein Alfred Hess                                        |             |
| Sedanstraße 7 ·                                                                             | 144 | 19. Sep. 2011 | HIER WOHNTE FRIEDRICH WESSEL JG. 1902 VERHAFTET 1942 BUCHENWALD ERMORDET 7.5.1942                                                                                | Stolperstein für Friedrich Wessel                               |             |
| Stresemannstraße 42 ·                                                                       | 49  | 22. Nov. 2006 | HIER WOHNTE HUGO GROSS JG. 1896 ?? | Stolperstein für Hugo Groß                                      |             |
| Stresemannstraße 42 ·                                                                       | 50  | 22. Nov. 2006 | HIER WOHNTE MARTHA GROSS GEB. SPIERO JG. 1898 ?? | Stolperstein für Martha Groß                                    |             |
| Stresemannstraße 42 ·                                                                       | 51  | 22. Nov. 2006 | HIER WOHNTE HEINZ GROSS JG. 1931 ?? | Stolperstein für Heinz Groß                                     |             |
| Stresemannstraße 42 ·                                                                       | 52  | 22. Nov. 2006 | HIER WOHNTE INGE GROSS JG. 1929 ?? | Stolperstein für Inge Groß                                      |             |
| Stresemannstraße 42 ·                                                                       | 53  | 22. Nov. 2006 | HIER WOHNTE JOHANNA SPIERO GEB. ROSENBERG JG. 1872 DEPORTIERT ERMORDET IN SOBIBOR                                                                                | Stolperstein für Johanna Spiero                                 |             |
| Voedestraße 10 ·                                                                            | 222 | 30. Jan. 2017 | HIER WOHNTE SIEGFRIED LÖWY JG. 1887 'SCHUTZHAFT' 1938 SACHSENHAUSEN DEPORTIERT 1942 RIGA ERMORDET                                                                | Stolperstein für Siegfried Löwy                                 |             |
| Voedestraße 19 · (Die Steine liegen · an der · Friedrich-Ebert-Straße · Ecke Voedestraße) · | 245 | 14. Sep. 2018 | HIER WOHNTE JULIE OPPENHEIM JG. 1866 DEPORTIERT 1942 THERESIENSTADT ERMORDET 20.12.1942 TREBLINKA                                                                | Stolperstein für Julie Oppenheim                                |             |
| Voedestraße 19 · (Die Steine liegen · an der · Friedrich-Ebert-Straße · Ecke Voedestraße) · | 246 | 14. Sep. 2018 | HIER WOHNTE ROSA ‘RÖSE‘ OPPENHEIM JG. 1870 DEPORTIERT 1942 THERESIENSTADT 1942 TREBLINKA ERMORDET                                                                | Stolperstein für Rosa Oppenheim                                 |             |
| Voedestraße 27 ·                                                                            |     | 14. Dez. 2021 | HIER WOHNTE DR. ALFRED COHN JG. 1899 FLUCHT 1936 USA | Stolperstein für Dr. Alfred Cohn                                |             |
| Voedestraße 27 ·                                                                            |     | 14. Dez. 2021 | HIER WOHNTE ILSE COHN GEB. HIRSCHBERG JG. 1899 FLUCHT 1936 USA                                                                                                   | Stolperstein für Ilse Cohn geb. Hirschberg                      |             |
| Voedestraße 27 ·                                                                            |     | 14. Dez. 2021 | HIER WOHNTE FREDERIK COHN JG. 1932 FLUCHT 1936 USA | Stolperstein für Frederik Cohn                                  |             |
| Voedestraße 63 ·                                                                            | 145 | 19. Sep. 2011 | HIER WOHNTE ALBERT KAUFMANN JG. 1887 DEPORTIERT 1942 RIGA ERMORDET 1944 IN RIGA / KAISERWALD                                                                     | Stolperstein für Albert Kaufmann                                |             |
| Voedestraße 63 ·                                                                            | 146 | 19. Sep. 2011 | HIER WOHNTE IRMA KAUFMANN GEB. POLLACK JG. 1897 DEPORTIERT 1942 RIGA TOT 1945 IN CHINOW                                                                          | Stolperstein für Irma Kaufmann geb.Pollack                      |             |
| Voedestraße 63 ·                                                                            | 147 | 19. Sep. 2011 | HIER WOHNTE GERD KAUFMANN JG. 1928 DEPORTIERT 1942 RIGA TOT 1945 IN DAUTMERGSEN                                                                                  | Stolperstein für Gerd Kaufmann                                  |             |
| Vorwärtsstraße 2 ·                                                                          | 94  | 20. Okt. 2008 | HIER WOHNTE SALLY HABERMANN JG. 1879 VOR DEPORTATION TOT 14.5.1942 IN WATTENSCHEID                                                                               | Stolperstein für Sally Habermann                                |             |
| Vorwärtsstraße 2 ·                                                                          | 95  | 20. Okt. 2008 | HIER WOHNTE LINA HABERMANN GEB. LÖWENSTEIN JG. 1866 VOR DEPORTATION TOT 1.5.1942 IN WATTENSCHEID                                                                 | Stolperstein für Lina Habermann geb. Löwenstein                 |             |
| Vorwärtsstraße 2 ·                                                                          | 96  | 20. Okt. 2008 | HIER WOHNTE JULIE LÖWENSTEIN GEB. LÖWENSTEIN JG. 1867 DEPORTIERT 30.7.1942 THERESIENSTADT TREBLINKA ERMORDET                                                     | Stolperstein für Julie Löwenstein                               |             |
| Vorwärtsstraße 6 ·                                                                          | 193 | 10. Dez. 2014 | HIER WOHNTE EUGEN SONDHEIMER JG. 1880 'SCHUTZHAFT' 1938 SACHSENHAUSEN TOT AN DEN FOLGEN 1.10.1939                                                                | Stolperstein Bochum Vorwärtsstraße 6 Eugen Sondheimer           |             |
| Vorwärtsstraße 6 ·                                                                          | 194 | 10. Dez. 2014 | HIER WOHNTE HANNCHEN SONDHEIMER GEB. KADDEN JG. 1885 DEPORTIERT 1942 ZAMOSC ERMORDET                                                                             | Stolperstein Bochum Vorwärtsstraße 6 Hannchen Sondheimer        |             |
| Westenfelder Straße 48 ·                                                                    | 46  | 22. Nov. 2006 | HIER WOHNTE JULIUS LIEBREICH JG. 1884 DEPORTIERT 1943 ERMORDET IN AUSCHWITZ                                                                                      | Stolperstein für Julius Liebreich                               |             |
| Westenfelder Straße 48 ·                                                                    | 47  | 22. Nov. 2006 | HIER WOHNTE GRETE LIEBREICH GEB. SPIERO JG. 1895 DEPORTIERT 1943 ERMORDET IN AUSCHWITZ                                                                           | Stolperstein für Grete Liebreich                                |             |
| Westenfelder Straße 48 ·                                                                    | 48  | 22. Nov. 2006 | HIER WOHNTE RUDI LIEBREICH JG. 1926 DEPORTIERT 1943 ERMORDET IN AUSCHWITZ                                                                                        | Stolperstein für Rudi Liebreich                                 |             |
| Weststraße 18 · früher Brinkstraße · 18 ·                                                   | 178 | 17. Sep. 2013 | HIER WOHNTE OTTO AUERBACH JG. 1909 DEPORTIERT 1942 THERESIENSTADT TOT 15.3.1944                                                                                  | Stolperstein für Otto Auerbach                                  |             |
| Weststraße 18 · früher Brinkstraße · 18 ·                                                   | 179 | 17. Sep. 2013 | HIER WOHNTE SIEGFRIED AUERBACH JG. 1903 DEPORTIERT 1942 MINSK ERMORDET 1942 MALY TROSTINEC                                                                       | Stolperstein für Siegfried Auerbach                             |             |
| Wibbeltstraße 18 ·                                                                          | 263 | 11. Nov. 2019 | HIER WOHNTE MARTHA WINKO JG. 1921 VERHAFTET 1943 'VORBEREITUNG HOCHVERRAT' GEFÄNGNIS BOCHUM 1944 RAVENSBRÜCK ERMORDET 23.1.1945                                  | Stolperstein für Martha Winko                                   |             |